# Élections sénatoriales de 2020 dans le Vermont
Les élections sénatoriales de 2020 dans le Vermont ont lieu le 3 novembre 2020 afin d'élire les 30 membres du Sénat de l'État américain du Vermont.

## Système électoral
Le Sénat du Vermont est la chambre haute de son parlement bicaméral. Il est composé de 30 sièges pourvus pour deux ans au scrutin uninominal majoritaire à un tour dans autant de circonscriptions.

## Résultats
|       | Parti démocrate (D)    |    |               |  |  |  |
|       | Parti républicain (R)  |    |               |  |  |  |
|       | Parti progressiste (P) |    |               |  |  |  |
|       |                        |    |               |  |  |  |
| Total | Total                  | 30 | en stagnation |  |  |  |